# (274) Филагория
(274) Филагория (чеш. Philagoria) — небольшой астероид главного пояса, который был открыт 3 апреля 1888 года австрийским астрономом Иоганном Пализой в Венской обсерватории и получил своё имя в честь названия клуба отдыха в чешском городе Оломоуц.

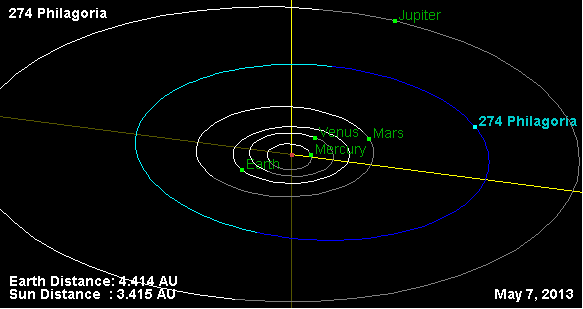
Орбита астероида Филагория и его положение в Солнечной системе